# Hans Zulliger
Hans Zulliger (21 de febrero de 1893 - 18 de octubre de 1965), maestro de escuela, escritor y psicólogo suizo. Se lo considera un analista infantil influyente y un exponente destacado de la pedagogía psicoanalítica.

## Biografía
Hans Zulliger fue hijo de un modesto trabajador relojero. La familia además trabajaba una pequeña hacienda campesina. Después de la escuela primaria asistió a la secundaria (Progymnasium) en Biel. Tuvo que renunciar a su deseo de hacerse artista por razones económicas. En 1908 ingresó al instituto estatal de formación de maestros de Hofwil cerca de Berna, dirigido por el pedagogo Ernst Schneider, conocido por sus relaciones con el Psicoanálisis.
Desde 1912 y hasta 1959 —durante 47 años— Zulliger fue maestro de escuela en Ittigen. A través de Oskar Pfister y Hermann Rorschach, Zullinger había tomado contacto con el psicoanálisis de Sigmund Freud e intentaba aplicar esos contenidos a los problemas cotidianos de la escuela, intentando por ejemplo, interpretar la figura del maestro como ideal o el juego del niño como interacción no verbal con la opción de una intervención terapéutica.
Zulliger fue un seguidor de Pfister, cuya concepción pedagógica del psicoanálisis estaba también influenciada por las enseñanzas de Alfred Adler —fundador de la llamada psicología individual—. El período de 1917 hasta 1927 le sirvió como «fase de experimentación», en el que intentó aplicar las enseñanzas de Freud a la pedagogía primaria. En los diez años siguientes, desarrolló la «pedagogía psicoanalítica para la escuela». Entre 1930 y 1935 dio forma a su terapia de juegos.
Como escritor, Zulliger se comprometió con el objetivo de conservar el dialecto de Berna. En su calidad de educador popular escribió numerosos libros juveniles, siendo durante veintidós años redactor de la revista para padres Eltern-Zeitschrift.
Las numerosas publicaciones psicológicas y pedagógicas de Zulliger han sido traducidas a 13 idiomas, dándolo a conocer mucho más allá de Suiza.

## Obra
Su primer libro publicado lleva el título de Experiencias Psicoanalíticas en la Escuela Primaria (1921), a este le seguirían más de veinte libros y cien artículos académicos. Todos sus escritos están referidos al análisis infantil y la aplicación general del psicoanálisis en casos de problemas educacionales.
Fue cerca de 1926, en la Sociedad Psicoanalítica Suiza, donde Zulliger conoció al Dr. Hermann Rorschach (1884-1922), y pronto se convirtió en su discípulo y amigo. Zulliger es uno de los autores que más contribuyó al perfeccionamiento y profundización del test proyectivo de Rorschach.
En el año 1932, Hans Zulliger publica su primer trabajo en el Test de Rorschach Experimento con el Test de Rorschach en consejería educacional. En 1941 publicó, su Introducción al Test de Behn-Rorschach; se trata de una serie paralela, creada por el psiquiatra suizo Behn-Eschenburg, con la colaboración directa de Rorschach, la cual entrega mejores resultados con niños que la serie original de Rorschach.

## El Test Z
En 1942, desarrolla su propio test que será publicado en 1948, el que fue realizado para el Servicio Psicológico del Ejército Suizo. La idea original fue desarrollar un test proyectivo de interpretación de manchas, apropiado para examinar grupos de treinta a sesenta sujetos. Para ese fin se eligieron tres, de un total de seiscientas manchas hechas por Zulliger, las cuales fueron probadas en poblaciones civiles y militares con una muestra de ocho mil sujetos de ambos sexos, de distintas edades, profesiones y oficios. La muestra incluye sujetos normales, neuróticos y psicóticos,los resultados fueron comparados con el test de Rorschach y aplicados a la misma muestra.
Para validar del test, este se aplicó a una muestra de cinco mil franceses y mil norteamericanos, como resultado se obtuvo que las respuestas y símbolos no difieren de las encontradas en la población de suizos.
La muestra en la población suiza, fue de dos mil personas, de las cuales mil seiscientas eran militares y cuatrocientas civiles, entre los 18 y 40 años de edad. Fue Robert Heiss (1903-1974) , quien propuso que el test podía publicarse en forma de láminas. El test colectivo fue presentado antes que el test individual, y tenía como finalidad la selección y eliminación en grupos de sujetos -categorizados en la época- como «aptos e inaptos».
Prolongados trabajos preliminares tuvieron que llevarse a cabo, se realizaron comparaciones con los test de Rorschach y Behn, aplicados a los mismos sujetos. Se comprobó en seguida que no es lo mismo interpretar las imágenes proyectadas sobre una pantalla que las presentadas en forma de lámina. El aspecto del estímulo es otro, por los que los sujetos producen otras interpretaciones.
El «Test Z» es, entonces, una prueba proyectiva que requiere menos tiempo para su aplicación y posterior corrección, y que ofrece resultados satisfactorios, puesto que su aplicación –al menos respecto del test individual de Zulliger- ha mostrado que la amplitud de sus resultados es, a menudo, idéntica a la de las pruebas de Rorschach y Behn. Las tres láminas contienen todos los elementos de estas dos pruebas.